# Peter Needham
Pour les articles homonymes, voir Needham.

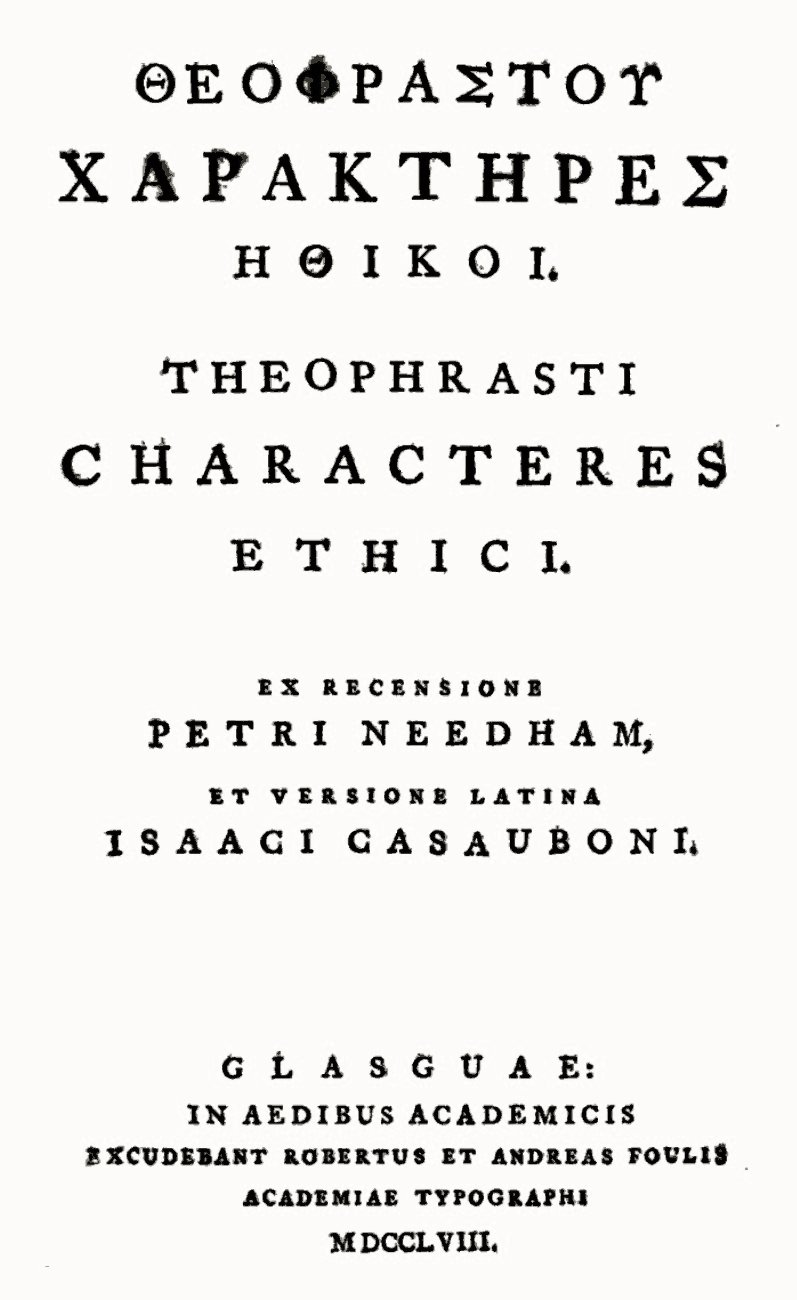
Une édition (1758) du Characterum de Théophraste par Peter Needham.

Peter Needham (1680 à Stockport, Angleterre - 6 décembre 1731) est un érudit anglais.

## Biographie
Peter Needham s'inscrit au St John's College de Cambridge en 1696, où il obtient son BA en 1696 (ou 1697), puis son MA en 1700. Sept ans plus tard, soit en 1710, Il obtient son Bachelor of Divinity (BD) et est reçu Doctor in Divinity (DD) en 1717. Il est fellow de l'université de Cambridge de 1698 à 1716.
Needham comprenait le latin et le grec ancien, ce qui lui a permis d'étudier, de transcrire et de publier des auteurs de la Grèce antique et la Rome antique.
Il meurt le 6 décembre 1731.

## Œuvres
- Γεωπονικά : Geoponicorum sive De re rustica libri XX Cassiano Basso scholastico collectore ... Graece et Latine. Cambridge, 1704
- Hieroclis philosophi Alexandrini commentarius in Aurea carmina; De providentia et fato quae supersunt; et reliqua fragmenta Graece et Latine ..., Cambridge, 1709
- Θεοφράστου Χαρακτῆρες Ἠθικοί : Theophrasti Characteres ethici Graece et Latine, éditeur : Cornelius Crownfield, Cambridge, 1712